# Khan-e Char Bagh (distrikt)
Khan Char Bagh är ett distrikt i Afghanistan. Det ligger i provinsen Faryab, i den norra delen av landet, 500 kilometer nordväst om huvudstaden Kabul. Administrativ huvudort är Khan Char Bagh.
Distriktet beräknades år 2022 ha cirka 27 000 invånare.